# Торо (муниципалитет)
Торо (итал. Toro) —  коммуна в Италии, располагается в регионе Молизе, в провинции Кампобассо.
Население составляет 1530 человек (2008 г.), плотность населения составляет 67 чел./км². Занимает площадь 23 км². Почтовый индекс — 86018. Телефонный код — 0874.
Покровителем коммуны почитается святой великомученик Меркурий Кесарийский, празднование 26 августа.

## Демография
Динамика населения:

## Администрация коммуны
- Официальный сайт: http://www.comune.toro.cb.it/